# Philip Wicksteed
Philip Henry Wicksteed (Leeds, 25 ottobre 1844 – Childrey, 18 marzo 1927) è stato un economista, storico e critico letterario inglese.

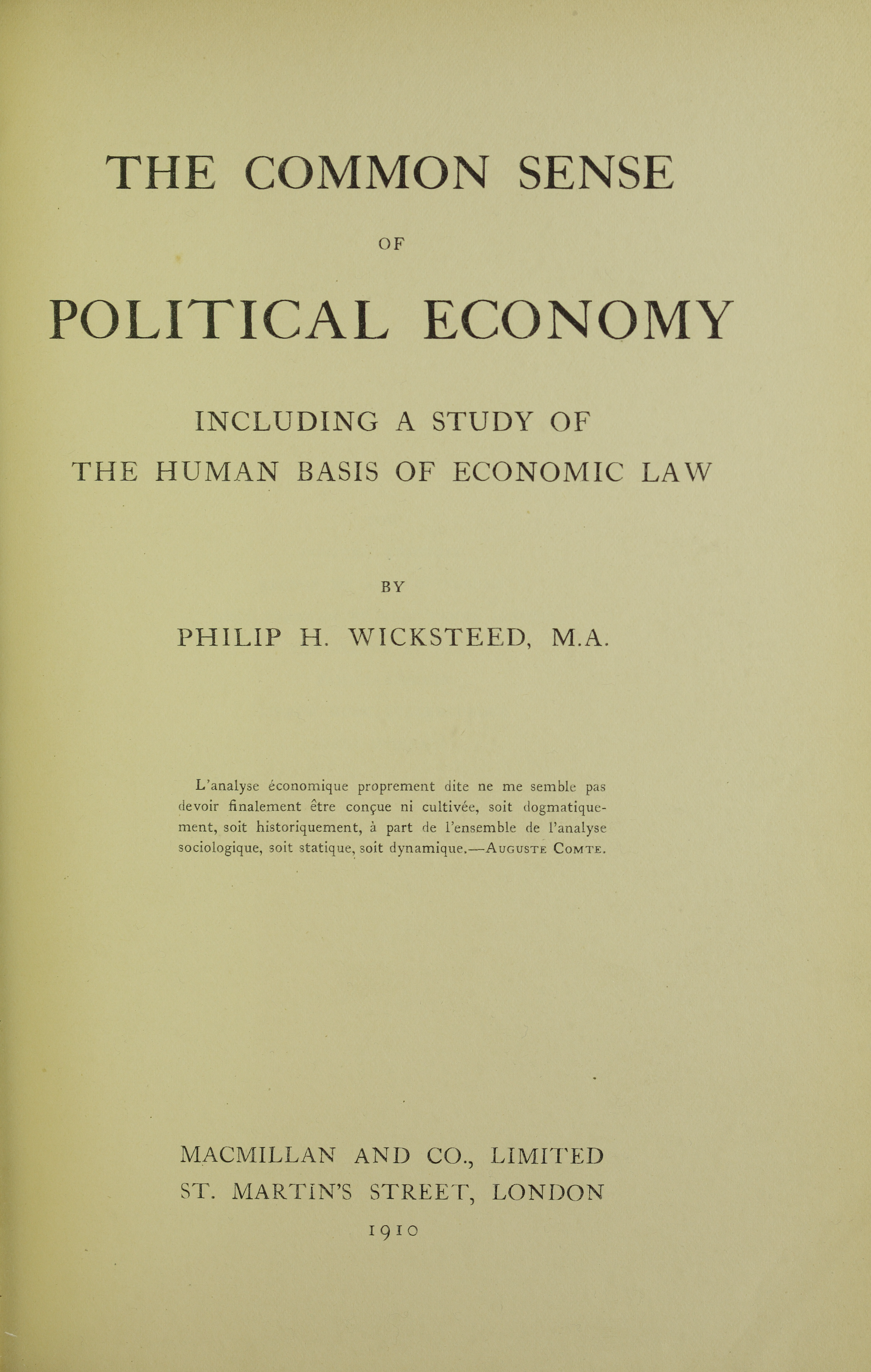
Common sense of political economy including a study of the human basis of economic law, 1910

Come economista, è stato definito da Piero Sraffa "il purista della teoria marginale". È anche conosciuto come importante unitariano (suo padre era un sacerdote unitariano), classicista, storico medievalista e critico letterario.

## Biografia
Wicksteed  ha studiato all'University College di Londra e al Manchester New College. Nel 1867 ottenne il suo master con medaglia d'oro. Nello stesso anno seguì il padre nel ministero unitariano.
I suoi scritti teologici ed etici continuarono anche dopo che lasciò il suo ruolo di predicatore (1897). In quegli anni dimostrò anche la sua grande passione per lo studio del medioevo e per il grande poeta di quell'epoca, Dante Alighieri. Successivamente il suo interesse si diresse sull'economia (fu inizialmente influenzato da Progress and Poverty di Henry George (1879).
Negli anni a seguire Wicksteed pubblicò diverse opere economiche, a partire da quelle che trattavano la teoria dell'utilità marginale di William Stanley Jevons e di Léon Walras. Queste pubblicazioni divennero importanti letture economiche all'Università di Londra.
Nel 1894 Wicksteed pubblicò una delle sue opere più importanti, An Essay on the Co-ordination of the Laws of Distribution, nella quale, attraverso complicati passaggi matematici non del tutto convincenti, contribuì per primo alla dimostrazione del principio fondamentale della teoria della distribuzione in ottica marginalista: se la funzione di produzione è omogenea di primo grado (se cioè vi sono rendimenti di scala costanti), allora il prodotto viene interamente ripartito tra i fattori produttivi in proporzione alle loro rispettive produttività marginali (principio di esaustione del prodotto).
Nel 1911 uscì la sua pubblicazione più ampia e più generale, The Common Sense of Political Economy. Eletto nel 1913 Presidente della sezione economica della British Association, tenne un discorso che risulta una sintesi efficace dei principali temi del Common Sense, poi pubblicato col titolo The Scope and Method of Political Economy in the light of the Marginal Theory of Value and Distribution.
La biblioteca dell'University College conserva delle lettere intercorse tra la moglie di Wicksteed, Emily, e Maria Sharpe Pearson, moglie del famoso matematico Karl Pearson (Helga Hacker papers, Box 11).

## Opere
- The Alphabet of Economic Science, 1888
- An Essay on the Co-ordination of the Laws of Distribution, 1894
- Dante. Six Sermons, 1905
- The Common Sense of Political Economy, 1910
  - (EN) Philip Henry Wicksteed, Common sense of political economy including a study of the human basis of economic law, London, Macmillan, 1910. URL consultato il 30 giugno 2015.
- Dante and Aquinas, 1913
- The Scope and Method of Political Economy in the light of the Marginal Theory of Value and Distribution, 1914